# Takeoa nishimurai
Takeoa nishimurai là một loài nhện trong họ Zoropsidae.
Loài này thuộc chi Takeoa. Takeoa nishimurai được miêu tả năm 1963 bởi Yaginuma.